# Globoče
Globoče – wieś w Słowenii, w gminie Vojnik. W 2018 roku liczyła 77 mieszkańców.